# ジャクソン・ポロソ
ジャクソン・ガブリエル・ポロソ・ベルナーサ（Jackson Gabriel Porozo Vernaza, 2000年8月4日 - ）は、エクアドル・エスメラルダス県サンロレンソ出身のサッカー選手。スュペル・リグ・カスムパシャ所属。ポジションはDF。

## 経歴

### クラブ
LDUキトやインデペンディエンテ・デル・バジェなどのユースチームを経て、2016年にマンタFCに加入。2017年に2部リーグでプロデビュー。2018年3月にサントスFCと契約。U-20チームでプレーするも、トップチーム出場はなく終了。
2020年10月1日、ボアヴィスタFCと5年契約を締結。2021年2月13日のFCポルト戦で移籍後初ゴールを決めた。
2022年6月24日、トロワACに5年契約で移籍。
2024年2月2日、カスムパシャSKにレンタル移籍した。

### 代表
ユース世代からエクアドル代表に随時招集され、2017年に南米U-17選手権に出場。2019年はU-20代表で2019 南米ユース選手権で優勝。更に2019 FIFA U-20ワールドカップでは3位入賞を果たした。9月にはフル代表初招集。同月11日のボリビア代表でフル代表初出場した。

## 代表歴

### 出場大会
- エクアドル代表
  - 2022 FIFAワールドカップ

### 試合数
- 国際Aマッチ 8試合 0得点（2019年-）[5]

| エクアドル代表 | 国際Aマッチ | 国際Aマッチ |
| 年             | 出場        | 得点        |
| -------------- | ----------- | ----------- |
| 2019           | 1           | 0           |
| 2020           | 0           | 0           |
| 2021           | 1           | 0           |
| 2022           | 5           | 0           |
| 2023           | 0           | 0           |
| 2024           | 1           | 0           |
| 通算           | 8           | 0           |

## タイトル
エクアドル U-20
- 南米ユース選手権: 2019